# 德萨林 (市镇)
德萨林（法語：Dessalines，發音：[dɛsalin]）是海地阿蒂博尼特省德薩林區的市镇，也是该区的首府，总面积474.29平方千米，2015年人口181903。該市鎮以海地开国元勋让-雅克·德萨林的名字命名。